# Thomas-Langur
Der Thomas-Langur (Presbytis thomasi) ist eine Primatenart aus der Gruppe der Schlankaffen (Presbytini).

## Merkmale
Thomas-Languren sind wie alle Mützenlanguren relativ kleine, schlanke Primaten mit langen Hinterbeinen und einem Schwanz, der länger als der Körper ist. Das Durchschnittsgewicht beträgt 6,7 Kilogramm, ein Geschlechtsdimorphismus ist kaum vorhanden. Ihr Fell ist am Rücken und an der Außenseite der Gliedmaßen grauschwarz und am Bauch und an der Innenseite der Gliedmaßen weißlich gefärbt. Auffällig ist der Kopf: Von der Spitze des Haarschopfes erstrecken sich zwei weiße Streifen V-förmig bis zu den Augen. Die orangebraunen Augen sind von silberfarbenen, weißgeränderten Kreisen umgeben.

## Verbreitung und Lebensraum

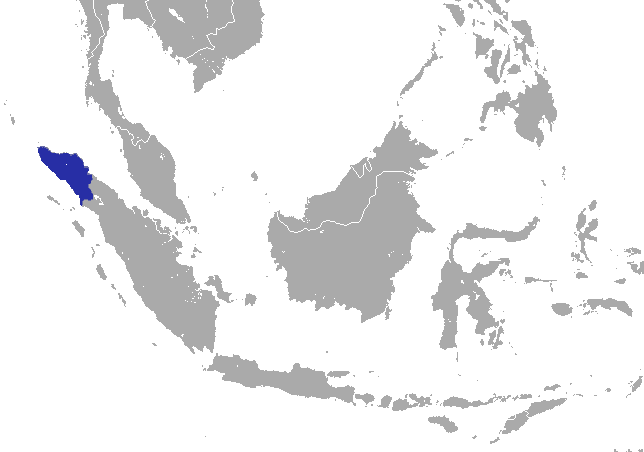
Verbreitungsgebiet des Thomaslanguren

Thomas-Languren leben in der Provinz Aceh im Norden der indonesischen Insel Sumatra. Ihr Lebensraum sind Wälder, sie sind aber auch in Kautschuk-Plantagen zu finden.

## Lebensweise
Diese Primaten sind vorwiegend in den Bäumen zu finden, manchmal kommen sie aber auch zur Nahrungssuche auf den Boden. Sie sind tagaktiv, haben aber ihre Aktivitätshöhepunkte am Morgen und am Nachmittag und halten mittags eine Rast. In den Bäumen bewegen sie sich entweder vierbeinig oder mittels Springen fort.
Sie leben in Gruppen von 3 bis 21 Tieren. Dies sind Haremsgruppen, das heißt eine Gruppe besteht üblicherweise aus einem Männchen, mehreren Weibchen und dem dazugehörigen Nachwuchs; die übriggebliebenen Männchen bilden oft Junggesellengruppen. Die Weibchen etablieren eine Rangordnung, die vor allem bei geringem Nahrungsangebot zum Vorschein kommt. Übernimmt ein neues Männchen eine Haremsgruppe, kommt es oft zum Infantizid, das heißt, dass das Männchen die von seinem Vorgänger gezeugten Kinder tötet, um selbst mit den Weibchen Nachwuchs zeugen zu können. Manchmal gehen die Weibchen dem aus dem Weg, indem sie im Fall einer Übernahme ihre Gruppe verlassen. Überhaupt scheint es relativ häufig zu sein, dass Weibchen ihre Gruppe verlassen, auch um Gruppen nicht zu groß werden zu lassen.
Die Gruppen sind territorial, die Streifgebiete der Gruppen überlappen sich aber. Begegnungen zweier Gruppen verlaufen oft aggressiv, mit lautem Geschrei und nötigenfalls mit Handgreiflichkeiten versuchen sie die Gegner zu vertreiben.

## Nahrung
Thomas-Languren sind vorwiegend Pflanzenfresser, wobei junge Blätter und Früchte den Hauptanteil ausmachen. Daneben verzehren sie auch Blüten, Samen und andere Pflanzenteile. Auf den Boden kommen sie, um Pilze, hinuntergefallene Früchte, Kleintiere wie Insekten und Schnecken und manchmal auch Erde zu fressen.

## Fortpflanzung
Es gibt keine feste Paarungszeit. Nach einer fünf- bis sechsmonatigen Tragzeit bringt das Weibchen ein einzelnes Jungtier zur Welt. Dieses hat zunächst ein weißes Fell. Es wird nach 12 bis 15 Monaten entwöhnt und mit 4 bis 5 Jahren geschlechtsreif. Die Männchen und oft auch die Weibchen verlassen zu diesem Zeitpunkt ihre Geburtsgruppe.

## Bedrohung
Die Hauptbedrohungen für den Thomas-Languren stellen die Lebensraumzerstörung und die Bejagung dar. Verglichen mit anderen südostasiatischen Primaten ist er aber noch relativ häufig, die IUCN listet ihn als gering gefährdet.